# Lahage
Lahage (em occitano:  La Haja) é uma comuna francesa na região administrativa da Occitânia, no departamento do Alto Garona. Estende-se por uma área de 7.65 km², com 202 habitantes, segundo o censo de 2018, com uma densidade de 26 hab/km².